# Зовсім низько
«Зовсім низько» (англ. Low Down) — американський байопік 2014 року режисера Джеффа Прейса, заснований на мемуарах Емі-Джо Олбані (у виконанні Ель Феннінг) про її батька, відомого джазового піаніста Джо Олбані (у виконанні Джона Гоукса), та його боротьбу з наркотичною залежністю.
Виконавчими продюсерами виступили Ентоні Кідіс і Флі з Red Hot Chili Peppers.

## Синопсис
Джо Олбані був видатним джазовим піаністом у 1960-1980-х роках, виступав з такими музикантами, як Чарлі Паркер, Майлз Девіс і Чарльз Мінґус, перш ніж занурився в героїнову залежність. Фільм розповідає історію життя Олбані з точки зору його доньки, Емі-Джо Олбані, яка часто була свідком його вживання наркотиків (і пов'язаних з цим юридичних проблем), а також його пристрасті до музики.

## Акторський склад
| Актор              | Роль              |
| ------------------ | ----------------- |
| Джон Гокс          | Джо Олбані        |
| Ель Феннінг        | Емі-Джо Олбані    |
| Ліна Гіді          | Шейла Олбані      |
| Гленн Клоуз        | бабуся            |
| Флі                | Хоббс             |
| Калеб Лендрі Джонс | Коул              |
| Терін Меннінґ      | Коллін            |
| Пітер Дінклейдж    | Ален              |
| Біллі Драго        | Лю                |
| Берн Ґорман        | офіцер Віггенхерн |
| Тім Дейлі          | Далтон            |

## Виробництво
Актор Марк Руффало спочатку був обраний на роль Джо Олбані в 2011 році, але був змушений відмовитися від участі через конфлікти з розкладом і затримку виробництва.

## Випуск
Фільм дебютував на кінофестивалі Sundance 19 січня 2014 року, отримавши нагороду за найкращу операторську роботу. Він також виграв найкращий фільм на кінофестивалі в Нью-Гемпширі в 2014 році. Перший офіційний трейлер був випущений 18 вересня 2014 року. Фільм вийшов в обмежений прокат 24 жовтня 2014 року в Нью-Йорку та 31 жовтня 2014 року в Лос-Анджелесі.